# Unszan (Észak-Phjongan)
Unszan (hangul: 운산군, Unszan-kun, handzsa: 雲山郡, RR: Unsan-kun, ’felhős hegy’) megye Észak-Koreában, Észak-Phjongan (P'yŏngan) tartományban.
1413-ban kapott megyei rangot, 1871-től Phenjan (P'yŏngyang), 1895-től Idzsu (Ŭiju) fennhatósága alá tartozott. 1896-tól Észak-Phjongan (P'yŏngan) tartomány megyéje. 1918-ban visszaminősítették falu (mjon (myŏn)) rangra. 1952-től ismét megye.

## Földrajza
Keletről Hjangszan (Hyangsan) és Kudzsang (Kujang) megyék, délről Njongbjon (Nyŏngbyŏn), nyugatról Thecshon (T'aech'ŏn) és Tongcshang (Tongch'ang), északról pedig Csagang (Chagang) tartomány Szongvon (Songwŏn) megyéje és Hicshon (Hŭich'ŏn) városa határolja.
Legmagasabb pontja az 1317 méter magas Phinandokszan (피난덕산; 避難德山, P'inandŏksan).

## Közigazgatása
1 községből (up (ŭp)), 27 faluból (ri (ri)) és 1 munkásnegyedből (rodongdzsagu (rodongjagu)) áll:
| - Unszan-up (운산읍; 雲山邑, Unsan-ŭp) - Pukcsin-rodongdzsagu (북진로동자구; 北鎭勞動者區, Pukchin-rodongjagu) - Koszong-ri (고성리; 古城里, Kosŏng-ri) - Kuup-ri (구읍리; 舊邑里, Kuŭp-ri) - Namszan-ri (남산리; 南山里, Namsan-ri) - Nidap-ri (니답리; 泥踏里, Nidap-ri) - Tapszang-ri (답상리; 畓上里, Tapsang-ri) - Tocshong-ri (도청리; 道靑里, Toch'ŏng-ri) - Rjongho-ri (룡호리; 龍湖里, Ryongho-ri) - Rjonghung-ri (룡흥리; 龍興里, Ryonghŭng-ri) - Maszang-ri (마상리; 馬尙里, Masang-ri) - Madzsang-ri (마장리; 馬場里, Majang-ri) - Pango-ri (방어리; 防禦里, Pangŏ-ri) - Pongdzsi-ri (봉지리; 鳳至里, Pongji-ri) - Puhung-ri (부흥리; 富興里, Puhŭng-ri) | - Szamszan-ri (삼산리; 三山里, Samsan-ri) - Szangvon-ri (상원리; 上院里, Sangwŏn-ri) - Szongbong-ri (성봉리; 城峯里, Sŏngbong-ri) - Jonha-ri (연하리; 延下里, Yŏnha-ri) - Jongung-ri (영웅리; 英雄里, Yŏngung-ri) - Vorjang-ri (월양리; 月陽里, Wŏryang-ri) - Ungbong-ri (응봉리; 鷹峯里, Ŭngbong-ri) - Csonszung-ri (전승리; 戰勝里, Chŏnsŭng-ri) - Csein-ri (제인리; 諸仁里, Chein-ri) - Csojang-ri (조양리; 朝陽里, Choyang-ri) - Csva-ri (좌리; 左里, Chwa-ri) - Phjonghva-ri (평화리; 平和里, P'yŏnghwa-ri) - Phungjang-ri (풍양리; 豊陽里, P'ungyang-ri) - Hvaong-ri (화옹리; 化翁里, Hwaong-ri) |

## Gazdaság
Unszan (Unsan) megye gazdasága gépiparra és erdőgazdálkodásra épül.

## Oktatás
Unszan (Unsan) megye egy ipari egyetemnek, egy gépipari főiskolának, 37 általános iskolának és megközelítőleg 30 középiskolának ad otthont.

## Egészségügy
A megye ismeretlen számú egészségügyi intézménnyel rendelkezik, köztük saját kórházzal.

## Közlekedés
A megye közutakon közelíthető meg. A megye vasúti kapcsolattal rendelkezik, az Unszan (Unsan) vasútvonal része.